# بافاريا السفلى
بَاڤارِيا السُّفلَى (بالألمانية: Niederbayern)‏ أو بَايِرن السُّفلَى هي مُحافظة في وِلاَية باڤارِيا في جُمهُوريَّة أَلمَانيَا الاِتّحاديّة. تَقَع مُحافظة باڤارِيا السُّفلَى في الشَّرق من الدَّولة الحُرَّة باڤارِيا أَهمَّ المُدن الكُبرَى في شمال جِبال الأَلب جَنُوب أَلمَانيَا. وتضُمّ المُحافظة تِسع مَناطِق إِدارِيّة، وثَلَاث مُدن مُستَقِلَّة، بمِساحة تُقَدَّر بحَوالَي 10330 كم².

## التّقسِيمات الإِدارِيّة
تضُمّ مُحافظة باڤارِيا السُّفلَى تِسع مَناطِق إِدارِيّة أو كما تُعرِّف بدائِرة رِيفِيَّة أَلمانِيَّة، وثَلَاث مُدن حُرَّة على مُستوى المُحافظة. وهي كالتَّالي:

### المَناطِق الإِدارِيّة
| اِسم المِنطقَة الإِدارِيّة    | ٱلِٱسم بالأَلمانِيَّة            | عَدد السُكَّان | المِساحَة (كم²) |
| ----------------------- | --------------------------- | ---------- | ------------- |
| مِنْطَقَة دُغندُورف           | Landkreis Deggendorf        | 117٬601    | 862           |
| مِنْطَقَة دِينغولفينغ-لَانْدآو | Landkreis Dingolfing-Landau | 78٬180     | 878           |
| مِنْطَقَة فُريونغ-غرافنآو    | Landkreis Freyung-Grafenau  | 78٬180     | 985           |
| مِنْطَقَة كلِّهَايِمٌ            | Landkreis Kelheim           | 99٬332     | 1٬066         |
| مِنْطَقَة لَانْدسَهُوُت          | Landkreis Landshut          | 155٬442    | 1٬348         |
| مِنْطَقَة بِاَسَاوا            | Landkreis Passau            | 188٬904    | 1٬531         |
| مِنْطَقَة رِيغن              | Landkreis Regen             | 77٬187     | 975           |
| مِنْطَقَة غُوتّال-إِن          | Landkreis Rottal-Inn        | 119٬617    | 1٬282         |
| مِنْطَقَة اِشتَرِاوبِينَغ-بوغن   | Landkreis Straubing-Bogen   | 99٬221     | 1٬202         |

### المُدُن
| اِسم المدِينة      | ٱلِٱسم بالأَلمانِيَّة | عَدد السُكَّان | المِساحَة (كم²) |
| ---------------- | ---------------- | ---------- | ------------- |
| مدِينة لَانْدسَهُوُت   | Stadt Landshut   | 70٬025     | 66            |
| مدِينة بِاَسَاوا     | Stadt Passau     | 51٬074     | 70            |
| مدِينة اِشتَرِاوبِينَغ | Stadt Straubing  | 47٬142     | 68            |

## اُنظُر أيضاً
- قائِمة مُدن أَلمَانيَا.

## وُصلات خارجيّة
- الصّفحة الرّسميّة لِمِنطَقَة بَاڤارِيا السُّفلَى (باللُّغَةُ الألمانِيّة).

## صُور

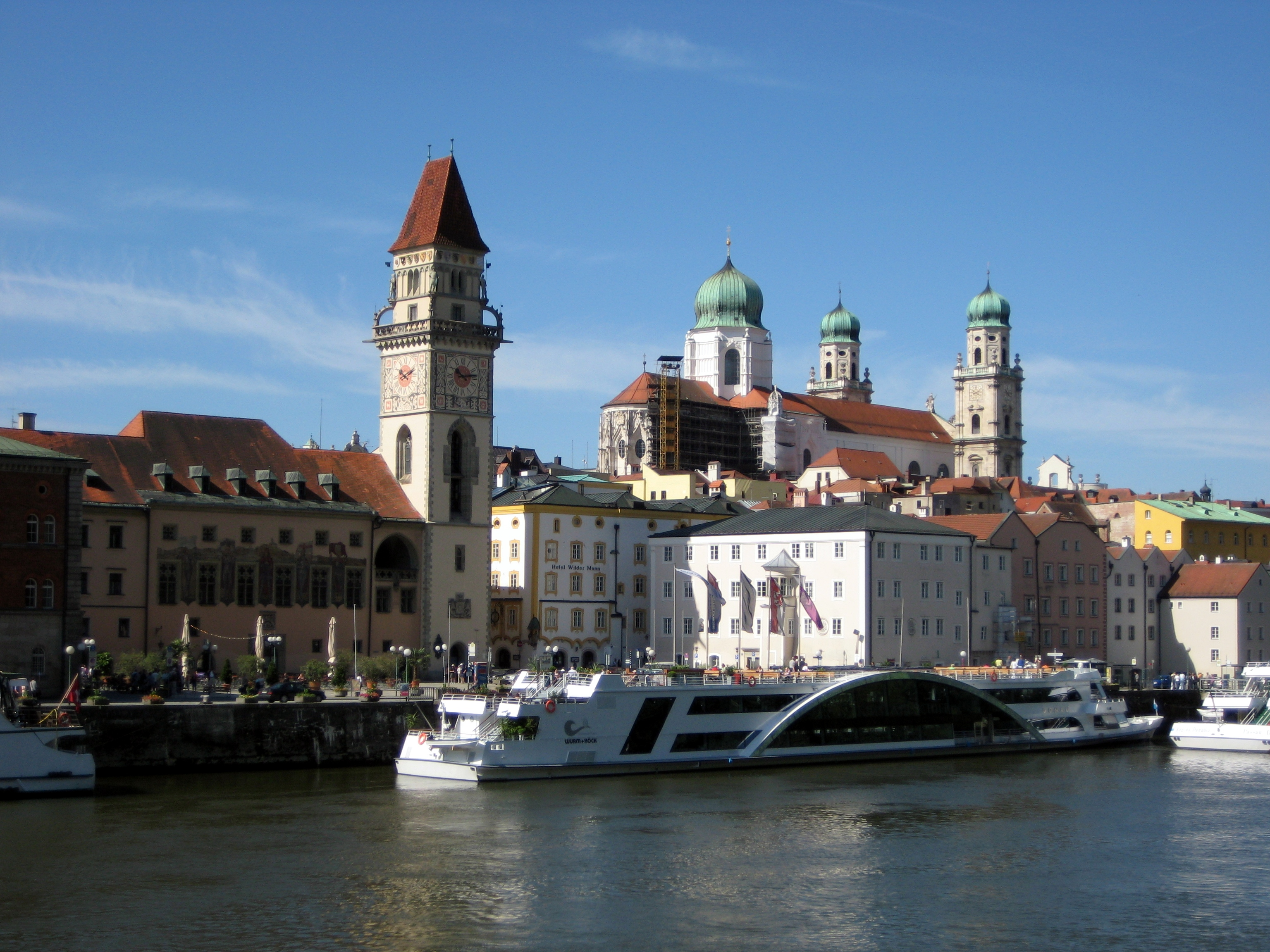
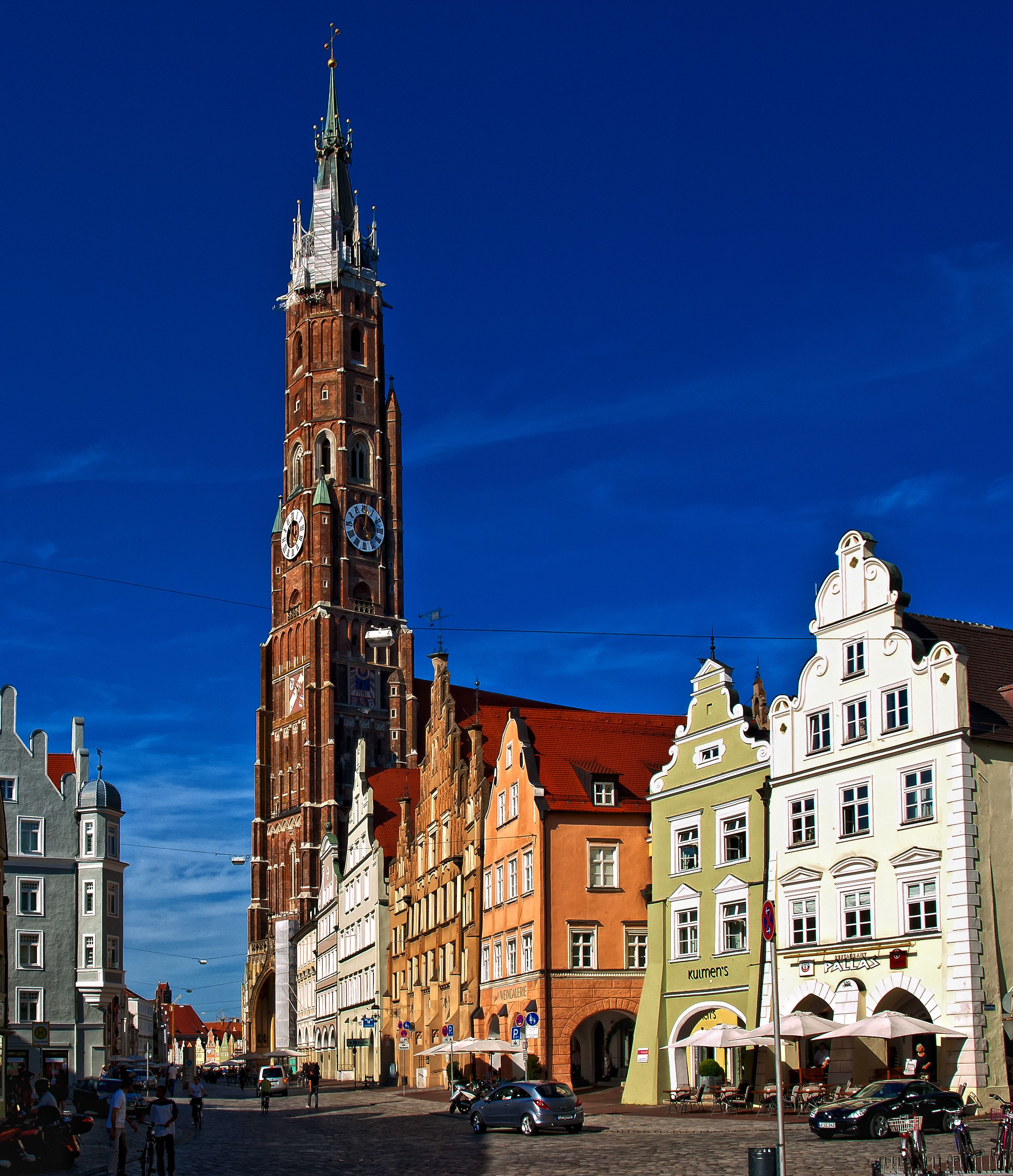
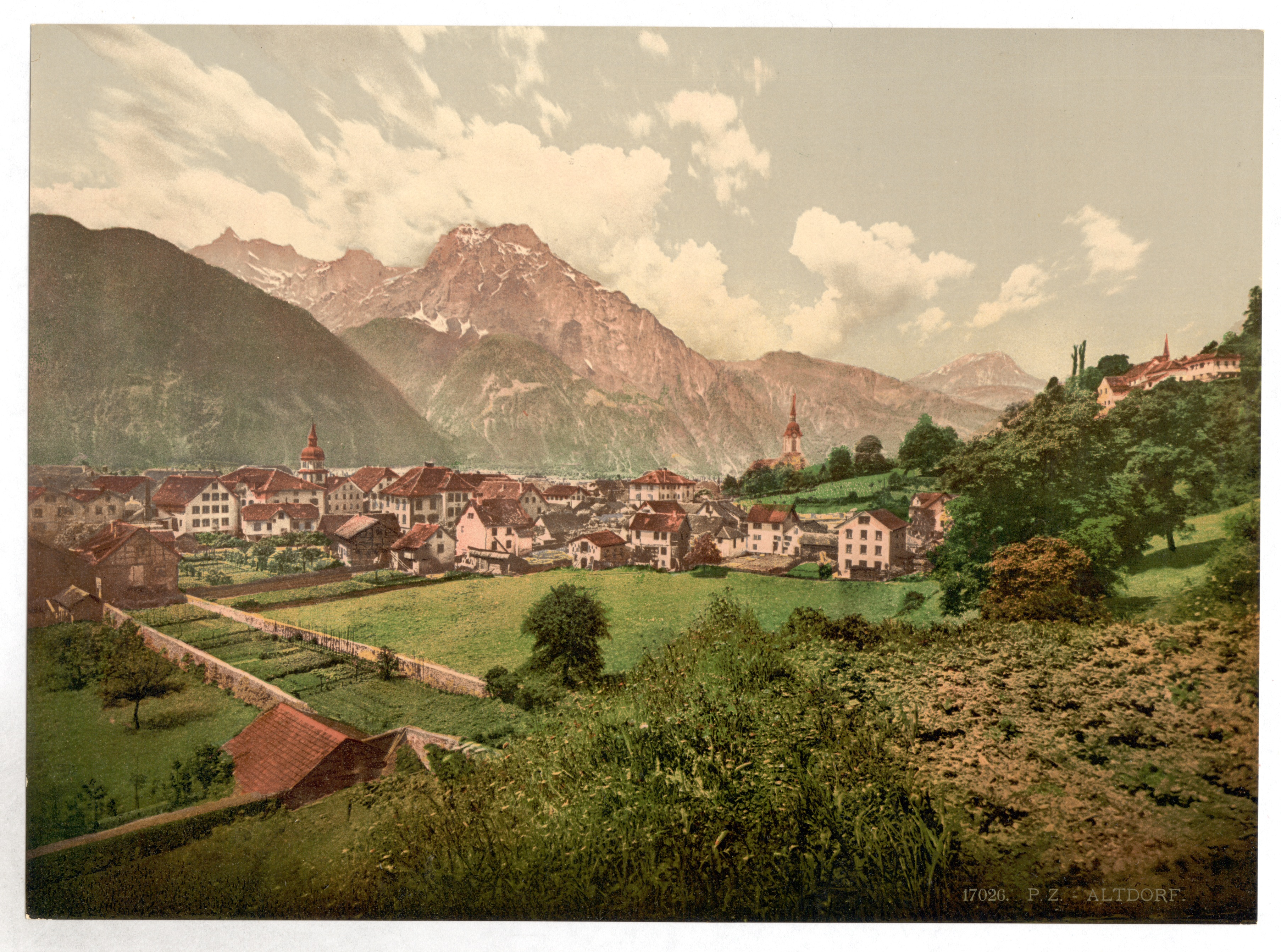
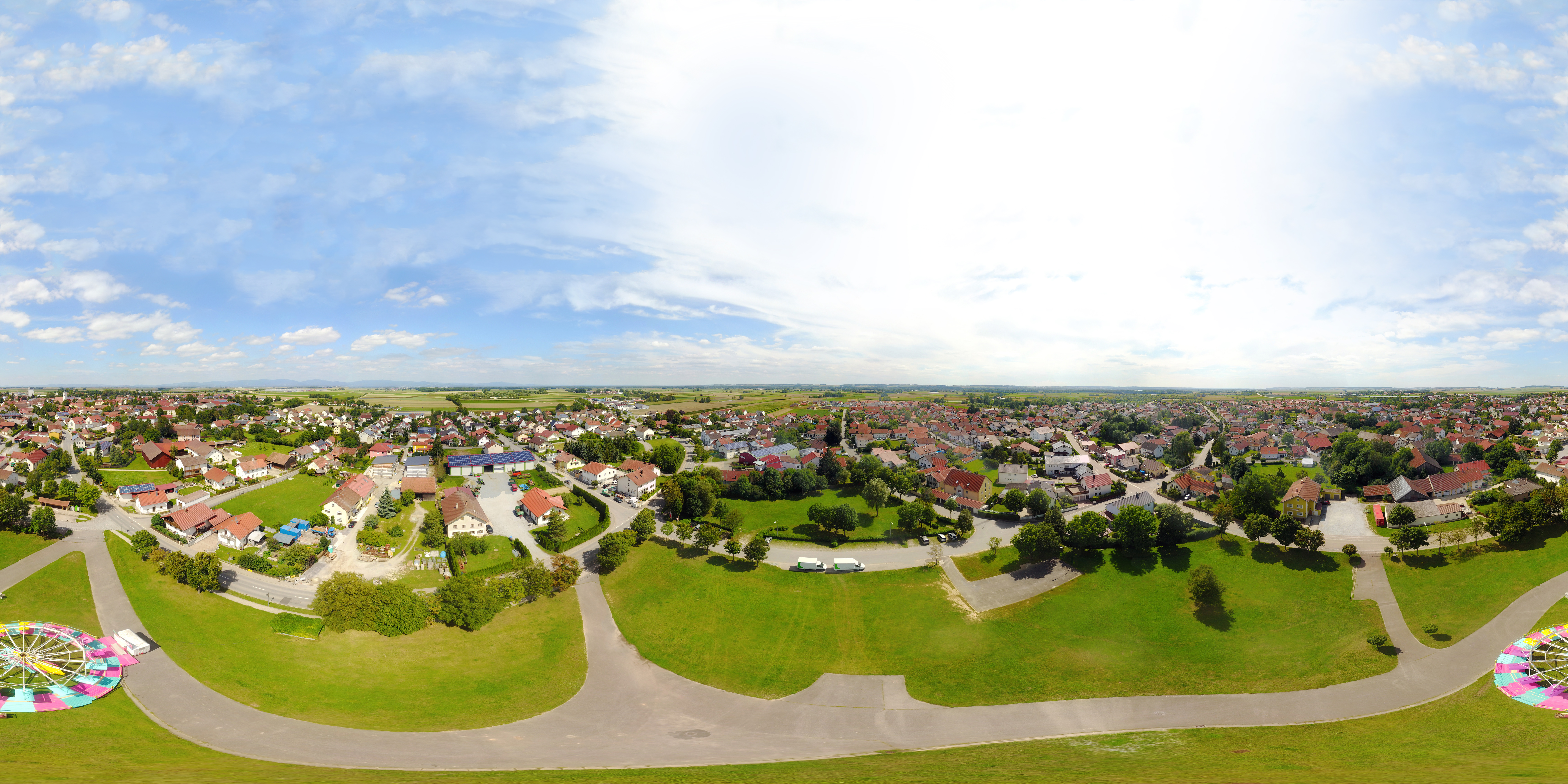

## مَراجع
1. 1 2 3  GeoNames (بالإنجليزية), 2005, QID:Q830106
2. ↑  GeoNames (بالإنجليزية), 2005, QID:Q830106